# Пјан ди Ведоја (Белуно)
Пјан ди Ведоја (итал. Pian di Vedoia) је насеље у Италији у округу Белуно, региону Венето.
Према процени из 2011. у насељу је живело 100 становника. Насеље се налази на надморској висини од 420 м.